# Helcogramma decurrens
Helcogramma decurrens är en fiskart som beskrevs av Mcculloch och Waite, 1918. Helcogramma decurrens ingår i släktet Helcogramma och familjen Tripterygiidae. IUCN kategoriserar arten globalt som livskraftig. Inga underarter finns listade i Catalogue of Life.